# Signalis
Signalis — компьютерная игра в жанре survival horror, разработанная немецкой студией rose-engine и выпущенная Humble Games и Playism для Windows, Xbox One, PlayStation 4 и Nintendo Switch в 2022 году. Это ретро-игра, намеренно подражающая классическим survival horror конца 1990-х годов, прежде всего первым частям Resident Evil и Silent Hill; её графика также стилизована под игры эпохи PlayStation. Главная героиня, девушка-андроид Эльстер, после крушения космического корабля оказывается в заброшенной космической колонии и вынуждена разыскивать свою спутницу-пилота, сталкиваясь с пугающими и таинственными событиями. Игра получила в целом положительные оценки прессы: обозреватели высоко оценили атмосферу и повествование игры, хотя и критиковали геймплей — в частности, боевую систему и ограниченный инвентарь.

## Геймплей
Игрок управляет андроидом Эльстер с видом от третьего лица; действие на каждом экране происходит в ограниченной статичной области с видом сверху. Подобно Silent Hill 4: The Room, игра иногда переключается в вид от первого лица. Хотя Signalis и подражает во множестве аспектов ранним частям серий Resident Evil и Silent Hill, она не использует характерную для них «танковую» схему управления. Signalis содержит множество головоломок — если решения первых из них можно просто угадать, более поздние намного сложнее и требуют от игрока подмечать мелкие детали и возвращаться в уже посещённые локации. В процессе игры Эльстер получает «радиомодуль», который можно настраивать на те или иные частоты — он используется для решения головоломок, предупреждает игрока о приближении врага и даже может использоваться для защиты от них: так, некоторые враги излучают помехи, «портящие» интерфейс и мешающие игроку ориентироваться в игре — чтобы защититься от этих помех, нужно настроить радиомодуль на ту или иную частоту, которая мелькает на экране.
Эльстер может переносить с собой не более шести предметов, включая оружие, боеприпасы к нему и ключевые предметы, которые можно использовать для решения головоломок и открывания дверей. Подобно ранним играм серии Resident Evil, игрок может найти в Signalis «безопасные комнаты», где можно сохранить игру и поменять текущий набор предметов.

## Сюжет
Действие Signalis происходит в далёком будущем в неназванной планетарной системе, которой правит тоталитарное государство — «Нация Юсан». Юсан находится в состоянии войны с более крупной Империей, от которой когда-то отделилась. В Юсане бок о бок живут и работают люди-«Гештальты» и андроиды-«Реплики»; разум андроида представляет собой копию нейронных связей оцифрованного человеческого мозга, так что все Реплики одного типа хранят один и тот же набор воспоминаний. Героиня игры Эльстер — одна из множества Реплик типа LSTR, используемых при освоении космоса; она вместе с напарницей-Гештальтом по имени Ариана Ен были направлены на корабле «Пенроуз-512» с целью поиска пригодных для колонизации планет в дальнем космосе. Эта миссия не предусматривала обратного пути, и в случае, если пригодной планеты не будет найдено, Эльстер должна была в конечном счёте подвергнуть Ариану эвтаназии, чтобы защитить от более мучительной смерти. Тем не менее, персонажи полюбили друг друга, и Эльстер и не смогла выполнить обещание — Ариана прожила много больше отпущенного им срока, даже страдая от голода и радиации.
В начале игры Эльстер приходит в себя на «Пенроузе-512» — Ариана пропала. Пытаясь найти её на планете, где оказался корабль, Эльстер попадает в «центр переобучения» в колонии S-23 «Серпински», где произошла катастрофа — местные Реплики превратились в чудовищ, а немногие дружелюбные выжившие наполовину безумны. Эльстер вынуждена разыскивать другую женщину по имени Алина Сео, как-то связанную с Арианой, в различных местах, которые выглядят всё менее реальными. Поиски приводят Эльстер в многоквартирный комплекс, где Ариана жила в период учёбы в военной академии, а потом в загадочную пустыню — Эльстер сталкивается с другими версиями самой себя и находит замерший во времени «Пенроуз-512». В игре есть четыре возможные концовки — конкретная концовка зависит не только от решений, принятых игроком, но и от его поведения — например, как много урона получила героиня или как много времени она провела в локациях игры. В концовке «Уход» Эльстер не решается вновь войти в корабль и умирает в пустыне; в концовке «Воспоминание» — находит в криокапсуле корабля Ариану, но та не помнит напарницу, так что Эльстер просто ложится рядом и умирает. В концовке «Обещание» Эльстер убивает Ариану, выполняя таким образом свою миссию. Четвёртая концовка, «Лилия», требует от игрока решить несколько скрытых головоломок — в этой концовке Эльстер приносит белые лилии на некую могилу и падает рядом с телами своих двойников; камера показывает «Пенроуз-512», зависший в пустоте перед огромным глазом, и призраки Эльстер и Арианы — они танцуют и целуются.

## Разработка
Игра была разработана немецкой студией rose-engine из двух человек, разработка началась в 2014 году. Музыкальное сопровождение к игре создали привлечённые композиторы 1000 eyes и Cicada Sirens; в саундтреке также используются фрагменты классической музыки — «Прелюдии Ре-бемоль мажор» («Капля дождя») Шопена и «Лебединого озера» Чайковского. Игра была выпущена сразу на нескольких платформах 27 октября 2022 года. Издателями выступили компании Humble Games и Playism.
Визуальное оформление Signalis подражает графике пятого поколения игровых консолей, особенно PlayStation. В игре есть режим ЭЛТ, позволяющий ещё больше усилить этот эффект. Signalis включает в себя образы, отсылающие к классическим произведениям изобразительного искусства — например, картинам «Берег забвения» Ойгена Брахта и «Остров мёртвых» Арнольда Беклина; литературе ужасов — «Празднику» Говарда Лавкрафта и «Королю в желтом» Роберта Чемберса. На повествование игры, в том числе темы личности и памяти, повлиял и кинематограф — работы Стэнли Кубрика, Хидэаки Анно и Дэвида Линча. Разработчики из rose-engine также признали и влияние японской манги — творчества Цутому Нихея и серии Gantz.

## Отзывы и награды
| Сводный рейтинг       | Сводный рейтинг                                         |
| Агрегатор             | Оценка                                                  |
| --------------------- | ------------------------------------------------------- |
| Metacritic            | 81/100 (Win) 84/100 (Switch) 80/100 (PS4) 82/100 (XONE) |
| OpenCritic            | 82/200                                                  |
| Иноязычные издания    |                                                         |
| Издание               | Оценка                                                  |
| Destructoid           | 9,5/10                                                  |
| Eurogamer             | «Важно»                                                 |
| GameSpot              | 8/10                                                    |
| GamesRadar+           | [ 19 ]                                                  |
| Nintendo Life         | 9/10                                                    |
| PC Gamer (US)         | 91/100                                                  |
| Русскоязычные издания |                                                         |
| Издание               | Оценка                                                  |
| 3DNews                | 7,0/10                                                  |
| StopGame.ru           | «Похвально»                                             |

По данным агрегатора рецензий Metacritic, Signalis получила «преимущественно положительные» отзывы на всех доступных платформах.
Рецензент Eurogamer Сэм Грир охарактеризовала игру как «сапфический научно-фантастический лихорадочный сон, где среди звезд отыскивается и ужас, и красота»; хотя события Signalis и остались для неё не вполне ясными, посвящённая темам идентичности и памяти игра произвела на нее огромное впечатление, и Грир не могла избавиться о мыслей о Signalis даже после завершения игры. Эндрю Уэбстер в обзоре для The Verge отмечал, что Signalis удаётся передать «особое настроение», которое было свойственно хоррор-играм 32-битной эпохи и которого лишены современные части серии Resident Evil; он особо хвалил то, как постепенно удаётся игре повышать напряжение и страх — на первых этапах Signalis игрок сталкивается лишь с чувством одиночества, но по мере углубления в игру жуть нарастает «экспоненциально». Несмотря на общие похвалы игре, Уэбстер сетовал на некоторые чрезмерно запутанные головоломки и слишком маленький инвентарь, из-за которого игроку часто приходится возвращаться к сундуку за ключевыми предметами. Рецензент GameSpot Марк Дилейни счёл игру совсем не «страшной», но атмосферной, хвалил медленно и искусно развертываемое повествование и вселенную с богатой предысторией, но критиковал неудобную систему прицеливания. Трент Кэннон в обзоре для Nintendo Life сравнивал «сюрреалистическое» повествование в игре одновременно с франшизой «Чужой», «Твин Пикс» и «Призрак в доспехах», отдавая ему высшую похвалу, и отмечал хорошо продуманный баланс в том, что касается сложности — на его взгляд, игра равно подходит и для ветеранов жанра хорроров, и для новичков. Кэннон, впрочем, критиковал бои с боссами — по его мнению, боевая система в игре не слишком хорошо подходит для «больших» сражений.
Денис Щенников из 3DNews счёл сильными сторонами игры сбалансированные загадки, интригующую историю и «тягучую атмосферу, смешавшую космические ужасы и психологизм», но также особо жаловался на раздражающий маленький инвентарь. По его мнению, стилизация под хорроры эпохи PlayStation — «на любителя» и способна отпугнуть часть игроков. Обозреватель StopGame Алексей Лихачёв назвал Signalis «восхитительным дебютом» разработчиков и «один из самых захватывающих релизов осени [2022 года]» — он особо выделял атмосферу и сюжет, «разнообразные и нескучные загадки», а также полезную карту, которой удобно пользоваться; его нарекания вызвали инвентарь и боевая система — чаще проще обходить противников стороной, чем сражаться с ними.
Игра вошла в список лучших игр 2022 года по версии Polygon. Уилла Роу в обзоре, опубликованном в Inverse, назвала Signalis «лучшим хоррором 2022 года».
| Год  | Награда              | Категория                                          | Результат | Ссылка |
| ---- | -------------------- | -------------------------------------------------- | --------- | ------ |
| 2023 | New York Game Awards | Премия Chumley's Speakeasy за лучший «скрытый хит» | Победа    | [ 27 ] |

## Внешние ссылки
- rose-engine.org/signalis/ — официальный сайт Signalis